# Pfarrkirche Annaberg im Lammertal

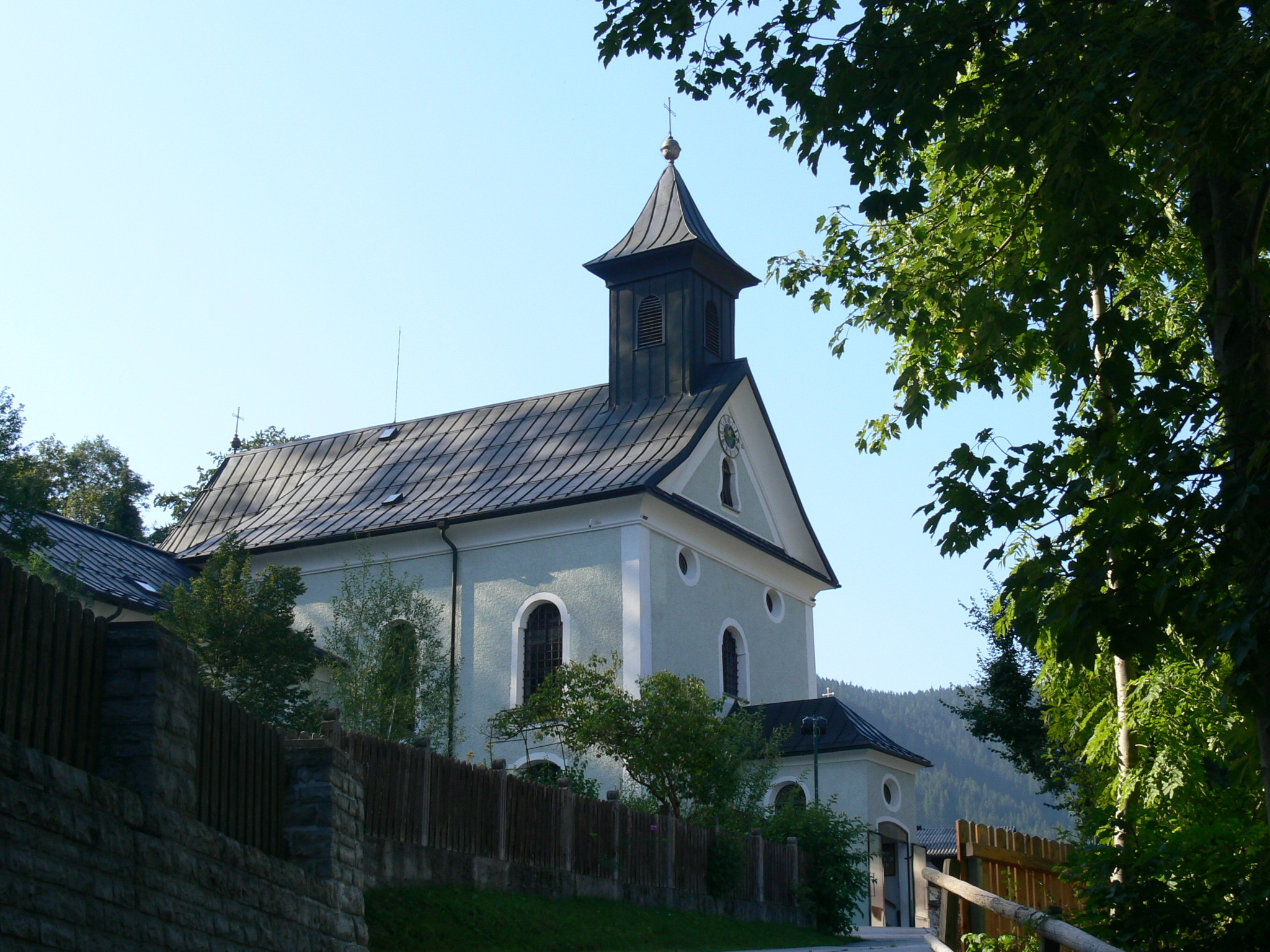
Kath. Pfarrkirche hl. Anna in Annaberg im Lammertal

Die römisch-katholische Pfarrkirche Annaberg im Lammertal steht im Ort Annaberg im Lammertal in der Gemeinde Annaberg-Lungötz im Bezirk Hallein im Land Salzburg. Die Pfarrkirche hl. Anna gehört zum Dekanat Hallein in der Erzdiözese Salzburg. Die Kirche steht unter Denkmalschutz.

## Geschichte
Die dem Stift Sankt Peter inkorporierte Pfarrkirche steht in der Ortsmitte auf einer schmalen Talstufe. Der Friedhof schließt im Süden an. Die Kirche wurde von 1750 bis 1752 nach den Plänen des Baumeisters Johann Ernst von Keutschach erbaut und 1903 zur Pfarrkirche erhoben. Restaurierungen waren von 1951 bis 1955 und 1968.

## Architektur
Der schlichte Kirchenbau hat ein Satteldach, eine eingezogene Apsis mit geradem Schluss und eine umlaufende Hohlkehle. Die Westfassade mit Giebel trägt einen Giebelreiter mit Zeltdach. Das Portal hat einen Portalvorbau mit einer Treppenanlage.
Der Innenraum ist ein dreiwöchiger Saalbau mit einer zweigeschoßigen Westempore, einer Flachdecke mit breiten Stichkappen. Die Wände sind durch eine Pilaster mit stark profilierten Kämpfern gegliedert. Die Chornordwand hat über dem Sakristeiportal ein Oratoriumsfenster.

## Ausstattung

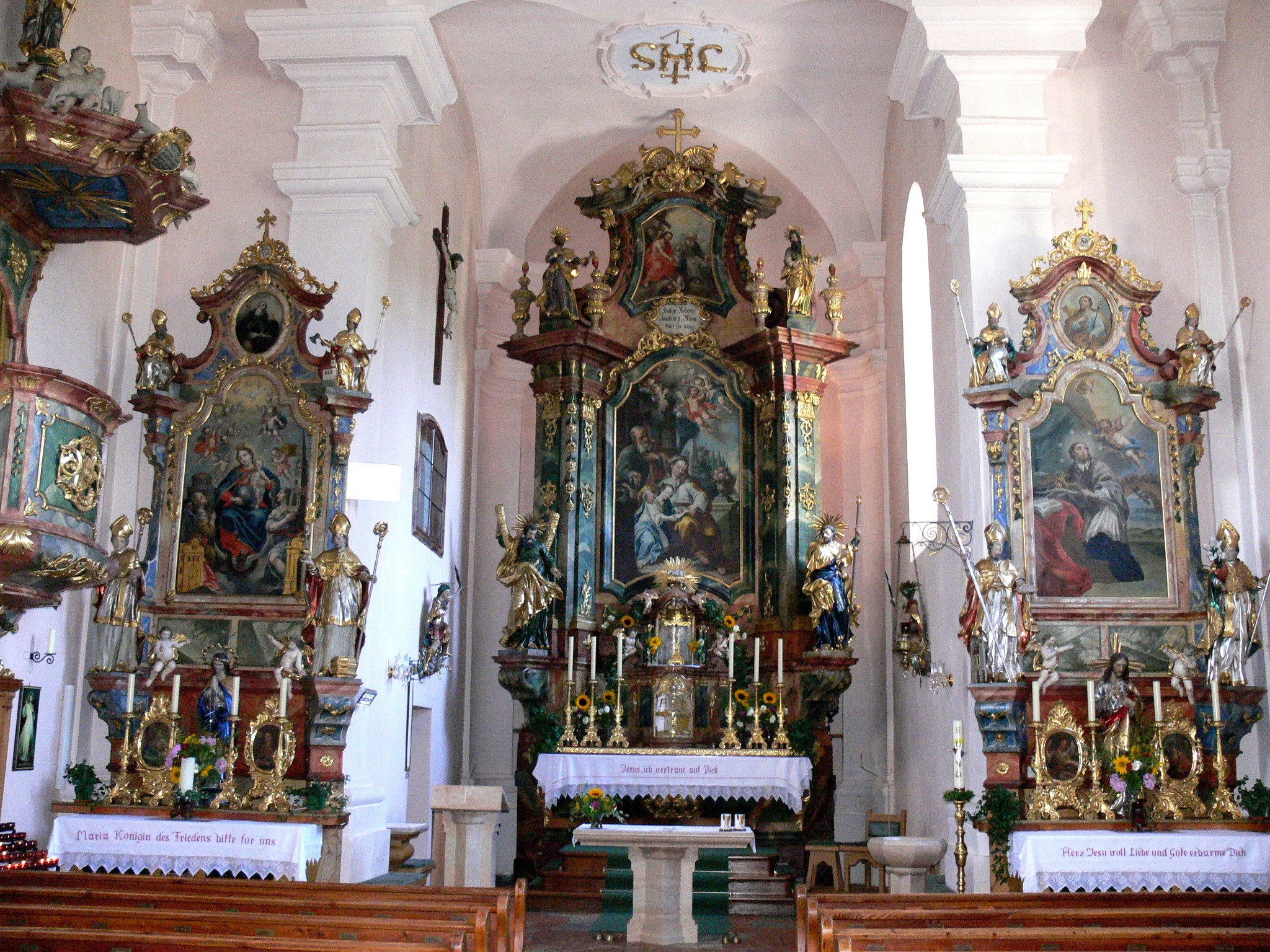
Pfarrkirche Annaberg – Innenraum

Die barocken Altaraufbauten schuf Josef Krimpacher (1752). Der Hochaltar zeigt das Altarblatt Anna Maria lesen lehrend und das Oberbild mit der Heiligen Dreifaltigkeit von Franz Xaver König und trägt die Konsolfiguren der Heiligen Andreas und Jakobus dem Älteren, im Aufsatz der heilige Petrus vom Bildhauer Johann Georg Hitzl. Die barocke Figur des heiligen Paulus rechts im Aufsatz ist aus der zweiten Hälfte des 17. Jahrhunderts. Im Scheitel des Hochaltars sind Wappen von zwei Äbten vom Sitift St. Peter in Salzburg. Am barocken Tabernakel sind zwei Putti von Hans Waldburger (1620).
Der linke Seitenaltar zeigt am Altarblatt das Gnadenbild von Mühlrein (Kopie) von Franz Xaver König (1752) und im Oberbild den Hl. Benedikt aus der Mitte des 18. Jahrhunderts und trägt die Konsolfiguren der Heiligen Blasius und Rupert, im Aufsatz die Heiligen Martin und Wolfgang aus der Mitte des 18. Jahrhunderts. Der rechte Seitenaltar zeigt das Altarblatt des heiligen Johannes Nepomuk aus der 2. Hälfte des 18. Jahrhunderts und das Oberbild des heiligen Joseph von Franz Xaver König (1752) und trägt die Konsolfiguren der Heiligen Virgil und Vital, im Aufsatz die Heiligen Nikolaus und Ulrich aus der Mitte des 18. Jahrhunderts und Ovalbilder mit Schutzengeln und dem Erzengel Raphael und eine Figur Herz-Jesu aus dem 19. Jahrhundert.
Die Kanzel aus dem 18. Jahrhundert trägt die Figur Christus als Guter Hirte um 1780 und Konsolfiguren der Wetterheiligen Johannes und Paulus aus dem späten 18. Jahrhundert. Im Langhaus gibt es die Konsolfiguren der Heiligen Joseph, Margareta und Florian, Vinzenz und Leonhard. Die Kreuzwegbilder sind aus 1753.
Die Orgel baute 1869 Johann Nepomuk Mauracher. 1951 erfolgte ein Umbau der Orgel durch Dreher und Reinisch. Die Orgel trägt die Figuren der Heiligen Benedikt und Scholastika aus der Mitte des 18. Jahrhunderts.
Die Kopie einer Schatzkammermuttergottes von Mariazell aus dem 18. Jahrhundert ist in Verwahrung.